# Piazza del Mercato (Brema)
La piazza del Mercato di Brema si trova nel centro della città anseatica ed è una delle piazze pubbliche più antiche di Brema. Al giorno d'oggi, non si svolge più il mercato sulla piazza di 3.484 metri quadrati in cui confluiscono cinque strade e alla quale sono adiacenti altre due piazze. Le eccezioni sono il mercatino di Natale e il piccolo Freimarkt. La gente del posto la indica come il "salotto" della città. Secondo l'indirizzo postale è la Am Markt. Il Weserweg, un sentiero escursionistico di 193 chilometri che conduce da Porta Westfalica, lungo il Weser, termina nella piazza del mercato di Brema.

## Posizione
La piazza si trova nella parte orientale della città vecchia sulla sponda destra del fiume Weser ed è orientata a nord-ovest-sud-est. Langenstrasse e Stintbrücke confluiscono nel suo angolo occidentale e Obernstrasse e Liebfrauenkirchhof si uniscono all'estremità settentrionale. A est la piazza confina con il Grasmarkt e a sud con la strada “Am Markt". La piazza ha la forma di un trapezio leggermente frastagliato. Il lato nord-est ha una lunghezza di 60 metri, il lato sud-est misura 54 metri, il lato nord-ovest all'incirca 51 e il lato sud-ovest 74.
L'intera piazza del mercato, come alcune delle strade adiacenti, è un'isola pedonale. Tuttavia i binari del tram per le linee  2 e 3 partono dal Grasmarkt sul lato nord-ovest della piazza tra il municipio e la statua di Rolando lungo Obernstraße.

## Storia e sviluppo

### Inizi
Mentre negli anni 1950 si riteneva che prima della costruzione del municipio, sull'attuale piazza del mercato ci fosse solo la chiesa di San Vito, fondata nel XII secolo dal vescovo Willerich ed ora la Liebfrauenkirche, sulla base di indagini archeologiche condotte a partire dagli anni 1970, si presume ora che le aree di mercato inizialmente si sviluppassero contemporaneamente sulle rive del Balge e sul crinale delle dune.
L'area al confine con il Balge aveva una forma diversa nel corso del braccio del Weser: nella parte occidentale è cresciuta in modo significativo ed è stata creata la Langenstrasse con Schiffsländen sul lato sud e le case dei commercianti sul pendio delle dune. Nella parte bassa dell'odierna piazza del mercato, l'area era pianeggiante, inadatta alla costruzione di abitazioni stabili, ma ben adatta a bancarelle temporanee. L'angolo sud fungeva da mercato del pesce, come dimostrano i numerosi ritrovamenti di rifiuti. Nella parte alta della piazza odierna, il terreno si innalzava più ripido di quanto non lo sia oggi.
La piazza chiamata il "sagrato della chiesa", di San Vito e poi della Liebfrauenkirche, nota anche come chiesa del mercato, ottenne probabilmente il privilegio di mercato dal re Arnolfo di Carinzia fino al XIX secolo, come sito principale del mercato libero annuale. Tuttavia, l'area del mercato vicino alla chiesa rimase, fino al XIII secolo, in competizione per lo spazio con il cimitero della chiesa.

### Pianta

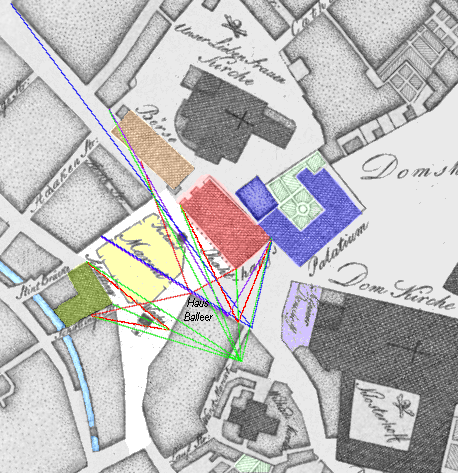
Pianta del mercato nel 1796: rosso municipio, blu "Palatium", verde "Schütting" e "Vecchia borsa" in marrone.

Nelle cronache di Adamo di Brema viene menzionata la grande porta ("porta grandis") del Domburg contro il mercato ("contra forum"), che fu costruita intorno al 1030, ma fu demolita un po' più tardi per utilizzare le pietre per la costruzione della nuova cattedrale. Resti di pavimentazione dalla strada che conduce al cancello sono stati trovati nel 2002, a nord di fronte alle fondamenta della Balleerhaus, di fronte agli archi più a sud-est del porticato del municipio. Entrambi insieme suggeriscono che il "forum" fosse già nell'XI secolo chiamato piazza del mercato.
A quel tempo, il suo confine orientale formava il bordo esterno che fu riempito quando fu costruito il muro del fossato. Tracce di una cantina in legno del XII secolo sono state rinvenute sotto il seminterrato della Balleerhaus e dimostrano che un centinaio di anni dopo la grande porta avevano già iniziato a costruire sull'area l'anello di fortificazione. Le case demolite nel 1860 per la costruzione della Borsa erano state costruite solo a metà del XV secolo (Balleerhaus) o più tardi, ma la linea di costruzione del frontone del mercato seguiva quasi l'esterno del fosso del Domburg.
C'è la teoria che il bordo occidentale della piazza del mercato si estendesse fino all'odierna Hakenstrasse, il che si tradurrebbe in un'area contigua dalla chiesa di San Vito al Belge. Tuttavia, il ritrovamento archeologico di un camino indica che già nel IX secolo era stata iniziata la costruzione della striscia tra Hakenstrasse e l'attuale bordo della piazza.
Dalla fine del XII secolo, l'estremità inferiore della piazza fu leggermente rialzata con dei gradini e nel complesso fu creata una pendenza uniforme. A tale scopo veniva utilizzato principalmente il fango del Balge, che si cercava di mantenere navigabile dragandolo. Già alla fine del XIII secolo, cento anni prima della costruzione dell'attuale municipio, fu realizzato il rilievo del pavimento odierno e l'intera piazza fu pavimentata con pietre.

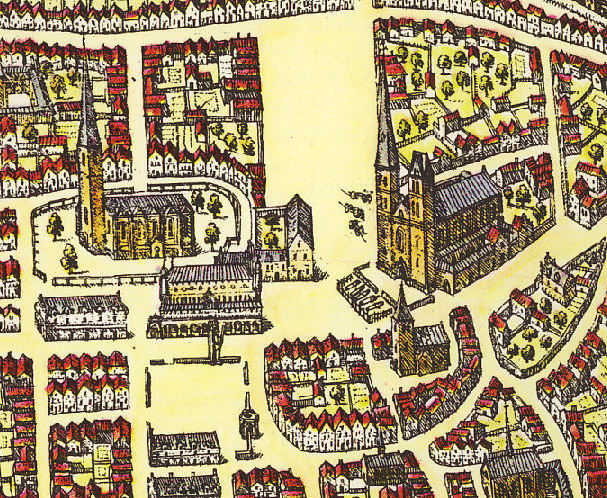
1589: Marktplatz, incisione di Frans Hogenberg)
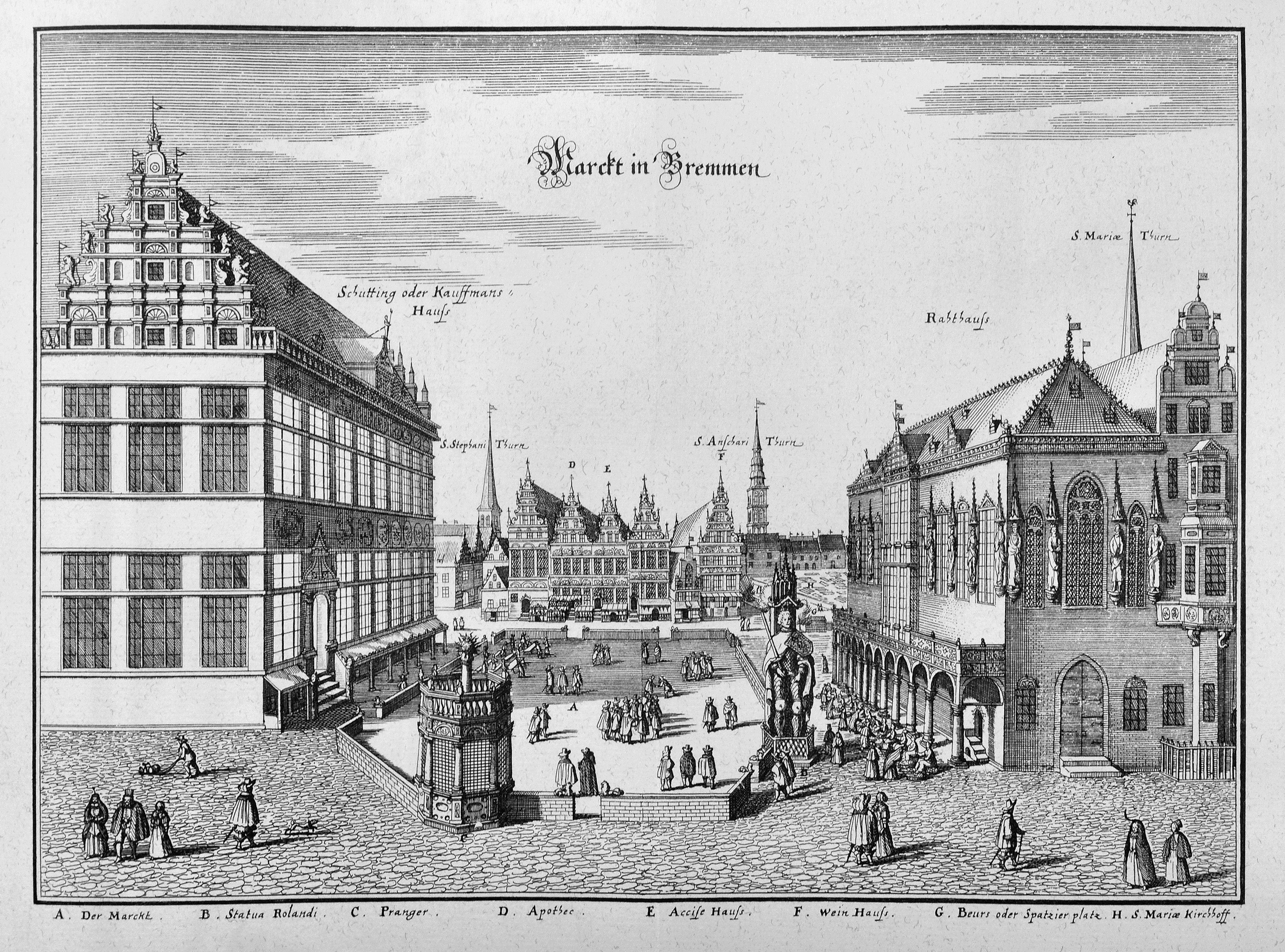
Matthäus Merian il Vecchio: 1630: piazza del Mercato da sud-est. Schütting a sinistra, municipio a destra, muro della gogna (posizione dello spettatore immaginario, vedi planimetria del 1796)
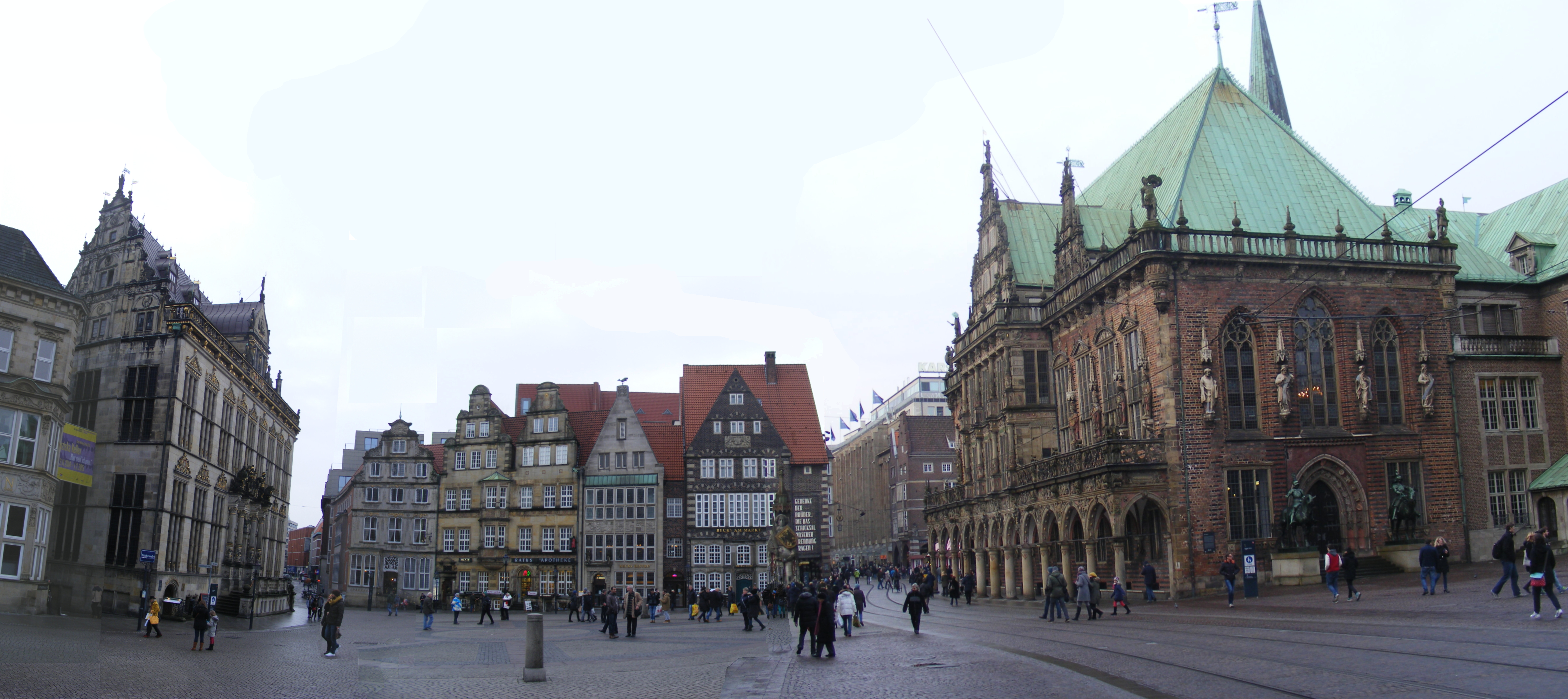
Mercato di Brema da sud-est - montaggio fotografico con la visuale possibile del dipinto di Merian

### Mercato presso il municipio
Più o meno contemporaneamente alla costruzione del municipio, fu rinnovata la statua di Rolando sulla piazza. Negli anni successivi fu costruito un muro di pietra alto 110-120 centimetri, che divideva la piazza in un'area interna e un anello esterno. Il mercato si teneva nell'area interna e la regola era che solo i commercianti potevano partecipare, i cui carretti potevano passare attraverso uno dei sette passaggi nel recinto. Con questa decisione, l'amministrazione comunale voleva offrire ai clienti del mercato più spazio per passeggiare tra le singole bancarelle, poiché prima c'era spesso troppo affollamento.
All'inizio del XIX secolo il muro fu smantellato e sostituito con singoli pilastri di pietra che formavano un cerchio. A quel tempo la piazza aveva perso da tempo la sua straordinaria importanza economica come punto di scambio e di trasbordo per Brema, sebbene il mercato per il consumo locale si tenesse lì fino agli anni 1930. Nel 1863 furono posate lastre di arenaria sulla superficie della piazza. L'interno del cerchio di colonne mostrava una ruota a dieci razze fatta di pietre più scure, al centro della quale era una Croce Anseatica formata con pietra rossastra. La croce, che ha un diametro di 4,8 metri, doveva ricordare l'importanza della Legione Anseatica durante l'era delle Guerre di Liberazione. La pavimentazione della piazza del mercato di Brema è stata rinnovata dal febbraio al giugno 2002. La storica piazza, ridisegnata, è stata quindi aperta al pubblico il 10 ottobre con una festa di apertura.

### Scavi

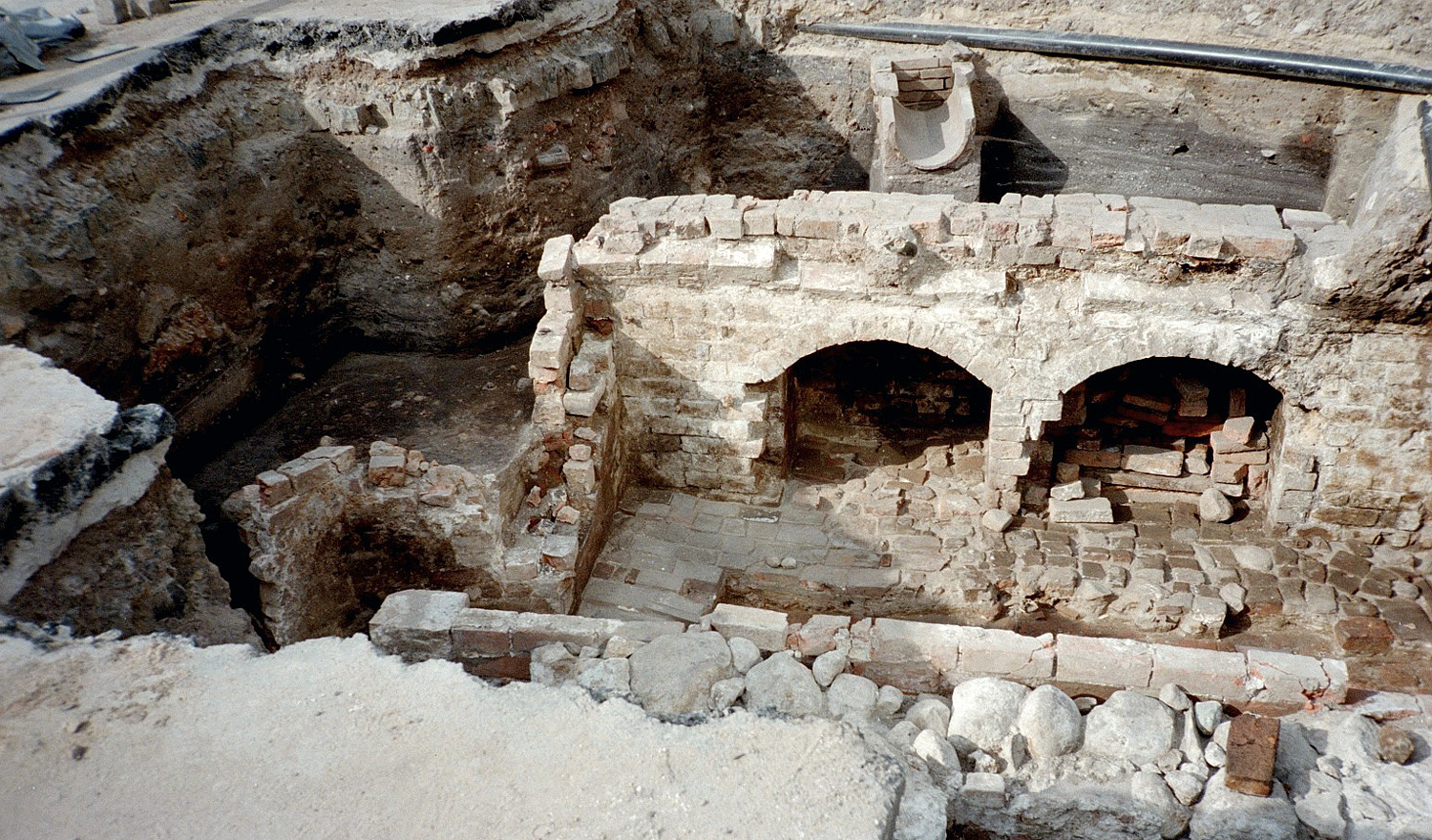
Scavo del 2002

Durante questi restauri, sono stati trovati reperti archeologici che vanno dal VI al XVIII secolo in vari luoghi. Sebbene le autorità edilizie non abbiano consentito scavi estesi, è stato possibile svolgere indagini selettive. Gli scavi sono stati eseguiti dall'archeologo statale. Nel corso degli scavi, tra l'altro, sono stati rinvenuti resti della cinta muraria e della porta del mercato del castello-cattedrale altomedievale e sono stati documentati i muri di fondazione di quelle case che segnavano il lato est della piazza del mercato quando fu costruita la Borsa. Inoltre sono stati recuperati 5.719 ossa e pezzi di ossa di esseri umani, nonché di animali domestici e uccelli. Sono stati recuperati anche frammenti di ceramica e altri oggetti di uso quotidiano come aghi di osso, cubi di osso, vasi e monete.
Dopo il completamento del lavoro archeologico, sono state inserite delle lastre di vetro ai bordi delle fosse a livello del suolo per alcune settimane in modo che i passanti avessero l'opportunità di dare un'occhiata al sottosuolo. Nell'estate del 2002, queste lastre hanno scatenato un dibattito pubblico, sul fatto che le latre di vetro dovessero essere un elemento fisso o da rimuovere dopo la ristrutturazione della piazza. Alla fine, è stata presa la decisione di togliere le lastre e pavimentare quel tratto di piazza.

### Competenza e giustizia penale

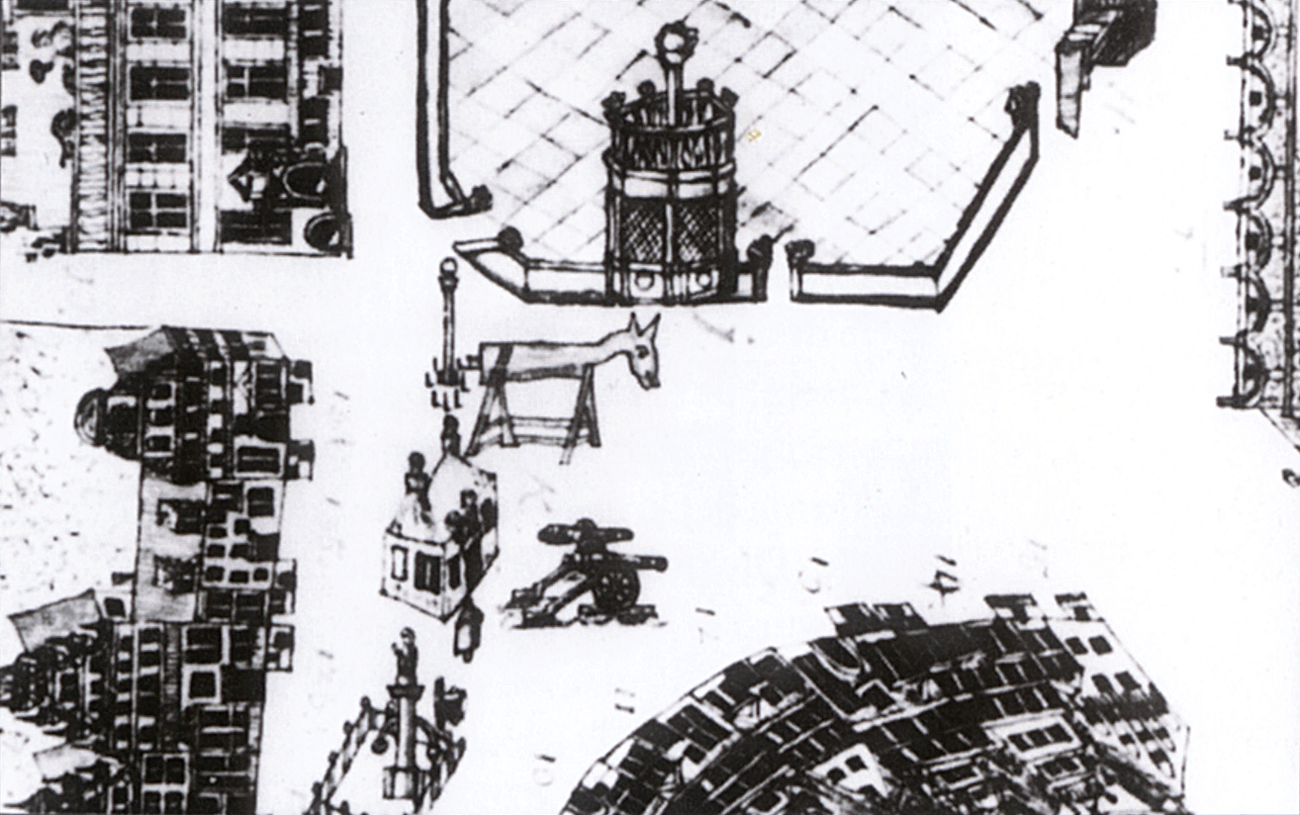
Il kaak (gogna) sulla piazza del mercato. Disegno intorno al 1730 (nella foto in alto a sinistra il bordo dello Schütting, nella parte destra la facciata del municipio)

Fin dall'inizio della sua esistenza, la piazza del mercato è stata anche un luogo di giurisdizione e di esecuzione delle sentenze.
Quando fu costruito il municipio, nel 1405, il tribunale del sindaco dovette essere trasferito in un altro luogo, poiché il precedente era in fase di costruzione. Si decise di passare sotto il secondo arco del municipio da ovest. A differenza del tribunale del consiglio comunale, questo si riuniva pubblicamente. Inoltre, includeva anche assessori civili. Con il trasferimento, tuttavia, il tribunale perse la sua importanza nei confronti del tribunale consiliare. I conflitti di proprietà e diritti venivano discussi principalmente nei tre giorni di negoziazione annuali. Inoltre, l'avvocazia doveva confermare le sentenze del tribunale consiliare. Con lo scioglimento del baliato della città, nel 1802, la corte cessò di esistere.
Con una gogna (il cosiddetto Kaak) e una "vergogna", i segni esterni della giurisdizione erano anche sulla piazza del mercato. La gogna era stata eretta nel XVI secolo, aveva una forma ottagonale ed era integrata nel muro del mercato sul lato est della piazza. All'interno del piccolo edificio, una stretta scala a chiocciola conduceva alla piattaforma superiore su cui si trovava il palo. I condannati venivano legati a questo e frustati. Tuttavia, a seconda della natura del crimine, dovevano semplicemente sopportare la vergogna pubblica. Il Kaak fu demolito nel 1786 poiché era in rovina.
Presumibilmente prima del Kaak era stata allestita la "vergogna". La sua posizione era vicina a quella della gogna, ma fuori dalle mura del mercato. Era un telaio di legno con quattro gambe su cui era montato un corpo a forma di asino. I delinquenti gli venivano messi in groppa e talvolta legati, ma non c'erano fustigazioni sulla vergogna. Come suggerisce il nome, serviva a sottolineare la "vergogna" del crimine. Fu rimossa tra il 1734 e il 1738.

## Sviluppo
L'insieme di edifici che incornicia la piazza del mercato di Brema è considerato uno dei più belli della Germania. Con la statua di Rolando e il municipio, una parte di essa è stata aggiunta alla lista del patrimonio mondiale dell'UNESCO nel luglio 2004. Il design del mercato è abbastanza uniformemente caratterizzato dai materiali arenaria (Schütting) e mattoni scuri o clinker (Municipio).

### Lato nordest
Il municipio di Brema si trova sul lato nord-est della piazza. Venne costruito tra il 1405 e il 1410 in stile gotico. L'edificio prese la sua forma attuale tra il 1608 e il 1612 sotto la direzione dell'architetto Lüder von Bentheim. Ridisegnò l'intera facciata della piazza del mercato e la progettò nello stile del Rinascimento del Weser.

### Lato sud-est

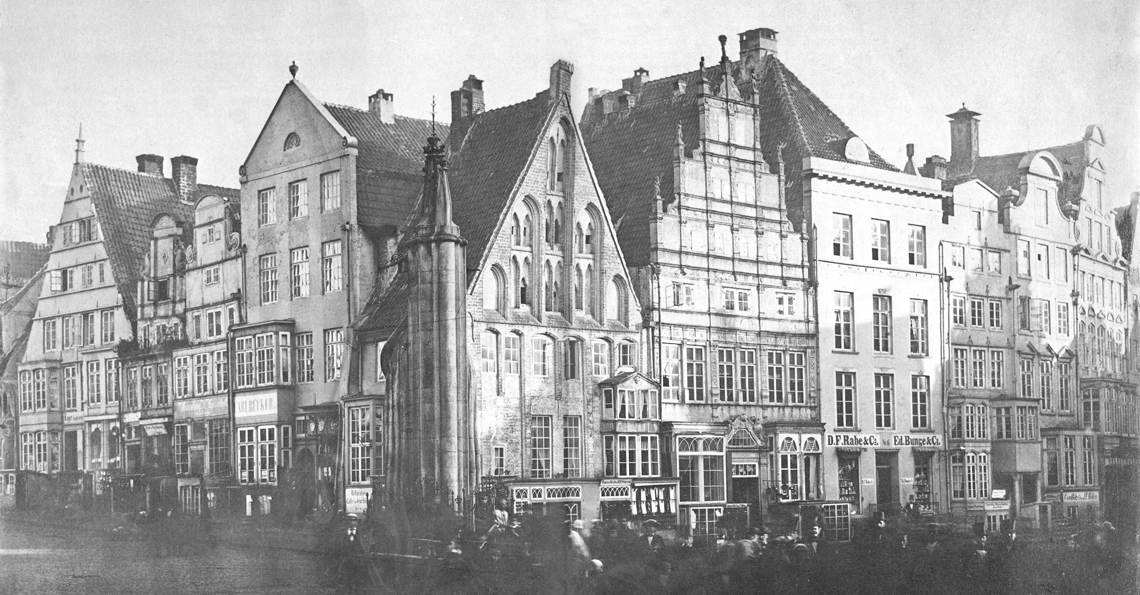
1859: Case sul lato sud-est poco prima della demolizione: casa d'angolo Balleer, proprio accanto ad essa il n. 25

Su questo lato della piazza del mercato e sull'adiacente mercato delle erbe di fronte alla Cattedrale di Brema, verso la fine del XV secolo furono costruite delle case a due spioventi in modo elaborato. La Balleersche Haus, al 26 angolo di Heu o Grasmarkt, con un timpano gotico e sei assi in mattoni, risale al XV secolo. Accanto ad essa la casa Pundsack del Rinascimento, al n. 25, una magnifica casa a due spioventi a sei assi con modelli di pilastri, costruita intorno al 1570 con un portale barocco e trasformata con due Erker a un piano intorno al 1770. Seguirono altre cinque case a capanna, per lo più in stile barocco. Le case a capanna furono demolite nel corso della costruzione della Nuova Borsa di Brema dal 1860 al 1863 e la linea di costruzione arretrò di una decina di metri. L'edificio neogotico di nuova creazione fu inaugurato nel 1864 e, da un punto di vista architettonico, all'epoca faceva parte di un edificio ben progettato a Brema, ma era ritenuto da gran parte della popolazione troppo goffo e inadeguato a questa posizione.
La borsa venne completamente distrutta il 20 dicembre 1943 da un raid aereo alleato durante la seconda guerra mondiale. Le rovine rimasero in piedi per molto tempo e furono demolite solo dopo che la Camera di Commercio vendette il sito alla città nel 1957. La Camera di Commercio aveva già annunciato un concorso di idee per lo sviluppo della proprietà nel 1951/1952, tuttavia, le idee non furono ulteriormente perseguite. Nel 1956, la Camera di Commercio costruì Börsenhof C, un edificio per uffici e commerciale di sei piani su progetto di Bernhard Wessel.
Nel 1958 la città annunciò un concorso di architettura per una nuova sede del Parlamento di Brema su quella proprietà, e furono presentati 71 progetti. Vennero scelte due bozze, ma dovettero essere riviste. Una discussione controversa scoppiò in pubblico sul progetto dell'edificio; e così nel 1961 fu annunciato un nuovo concorso, vinto da Wassili Luckhardt. I suoi piani rivisti prevedevano una struttura verticale in pietra e vetro della facciata con otto timpani sul tetto. Sebbene questo progetto sembrasse troppo moderno per la piazza del mercato a molti cittadini di Brema, fu implementato e nel 1966 fu aperto il nuovo parlamento.

### Lato sud-ovest

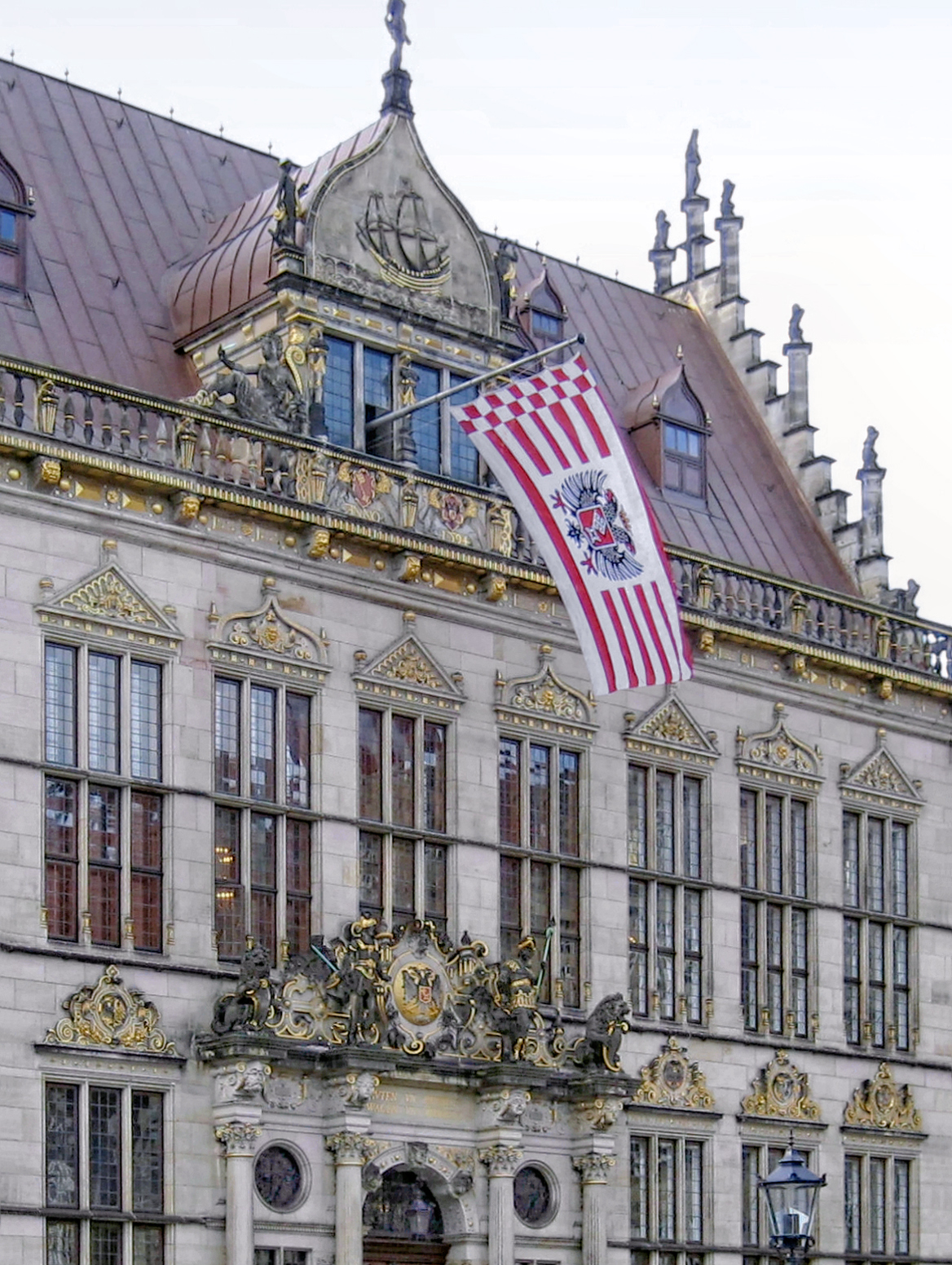
Lo Schütting

Al n. 13 si trova lo Schütting, sede della Camera di Commercio di Brema. I mercanti di Brema acquistarono una casa sul lato sud-ovest della piazza del mercato nel 1444. La fecero demolire nel 1535 e. in soli due anni, dal 1537 al 1538, fu costruito un edificio simile ai rigidi e delicati edifici rinascimentali delle Fiandre, lo Schütting. I mercanti lo fecero costruire deliberatamente proprio di fronte al municipio per dimostrare il loro potere come gruppo, sebbene sempre più consiglieri provenissero comunque dai loro ranghi. L'iscrizione nel magnifico portale del 1899 buten un binnen – wagen un winnen ("fuori e dentro - osa vincere") si è nel frattempo sviluppata in una sorta di motto della città di Brema. Lo Schütting era la sede dei "genitori a Brema", in seguito chiamato anche Collegium Seniorum, e dal 1849 la Camera di Commercio di Brema. L'edificio fu completamente distrutto dal fuoco, dopo un bombardamento aereo, il 6 ottobre 1944 e fu ricostruito nella sua vecchia forma entro il 1956.
Ai n. 14, 15, 16 si trovano i seguenti edifici;
- Bankhaus Neelmeyer: originariamente era costituito dalla casa al n. 14, la Bremische Hypothekenbank, in seguito divenuta Neue Sparkasse, costruita nel 1895 secondo il progetto di Albert Dunkel.
- La casa al n. 15: Banca della Bassa Sassonia.
- La casa al n. 16: Casa di Wilcken del 1650 circa è stata l'ultima casa di città sul mercato fino al 1893. Al suo posto venne costruito un nuovo edificio per la banca della Bassa Sassonia secondo il progetto di Fritz Dunkel e Hermann Meyer. Gli elementi della facciata della casa Wilcken, come il timpano tardo rinascimentale, furono riutilizzati. Le palazzine indipendenti n. 15 e 16 furono fuse in un ristorante e un edificio per uffici nel 1912 attraverso la ristrutturazione secondo i progetti dell'architetto Rudolf Jacobs. Dopo la distruzione della guerra, i frontoni non furono restaurati. La ricostruzione fu eseguita secondo i progetti dell'architetto Herbert Anker. Solo un Erker della casa di Wilcken venne conservato.

Al n.17, nel 1950, venne ricostruita la grande farmacia secondo i piani di Fritz Brandt.
Ai n. 18/19 fu costruito un edificio commerciale, l'Eduscho House, dal 1952 al 1953 secondo i piani di Arthur Bothe.
Casa al n. 19: la casa d'angolo venne costruita nel 1960 su progetto di Gerhard Müller-Menckens. Lo scultore Renate Albers modellò le pietre dello stemma sopra l'architrave della porta.

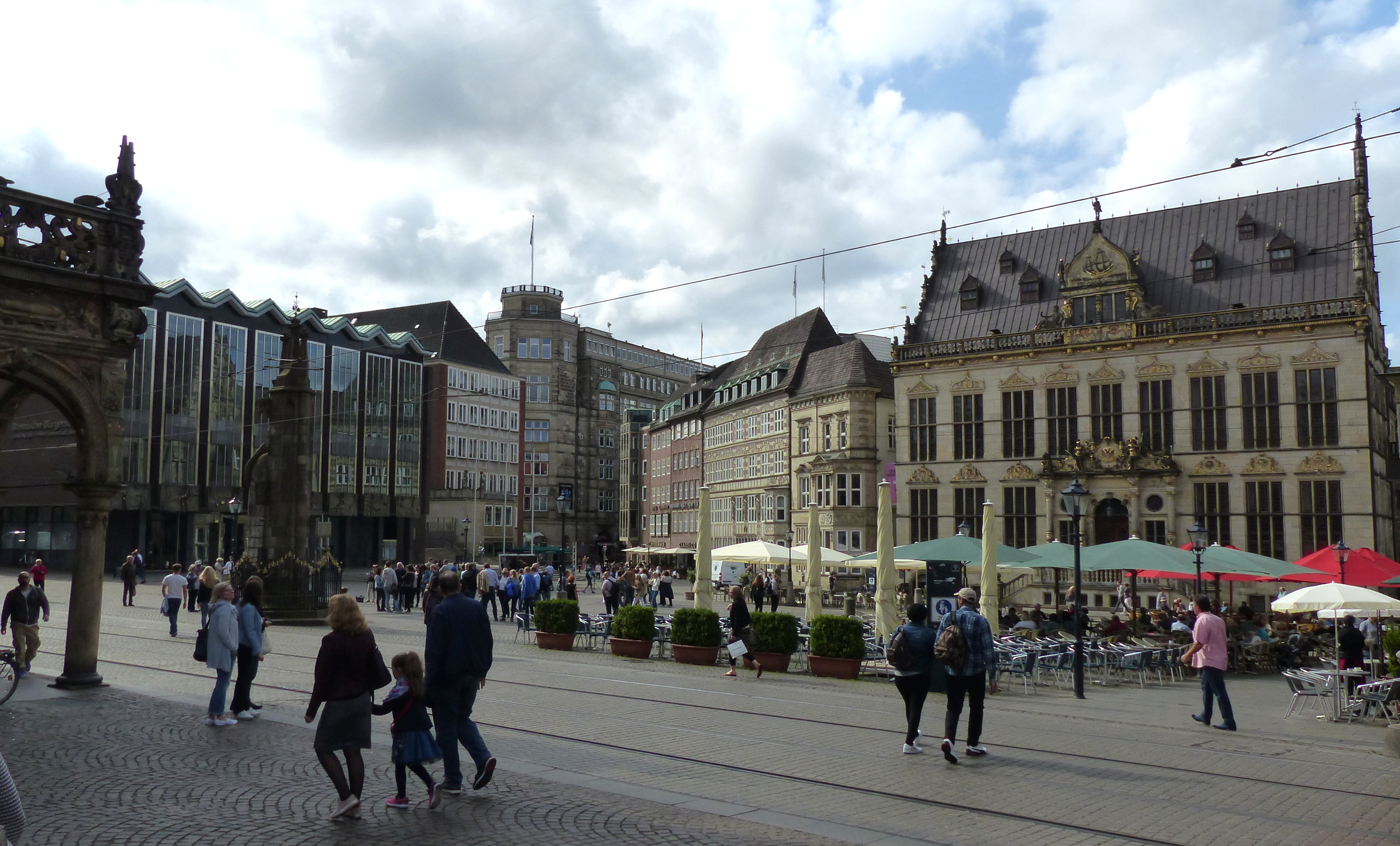
Lato sud con Schütting e Bankhaus Neelmeyer, a sinistra della Bremer Baumwollbörse e della Bremische Bürgerschaft
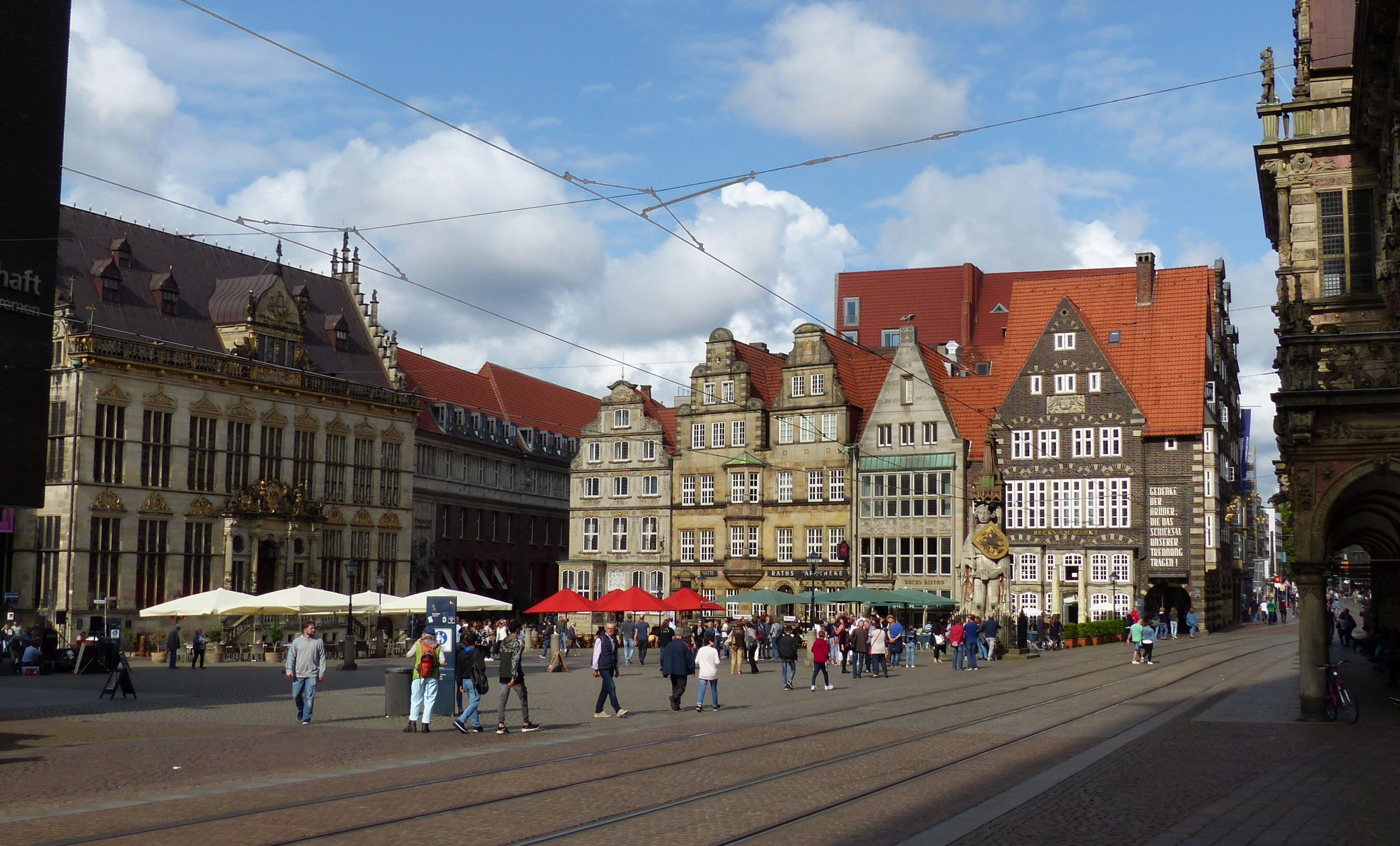
Lato nord-ovest con case a capanna (proprio accanto al Rolando e a Rathscafé), a sinistra lo Schütting

### Lato nord-ovest
Sul lato nord-ovest, nei secoli XVI e XVII vennero costruite alcune case a capanna in stile rinascimentale, nessuna delle quali è sopravvissuta. Le facciate dall'aspetto storico di oggi sono state costruite nel XX secolo. Da destra a sinistra ci sono i seguenti edifici:
- al n. 1: all'angolo di Am Markt/Obernstraße si trova la Rathscafé/Deutsches Haus, costruita nel 1909, parzialmente distrutta durante la guerra e poi ricostruita, secondo l'aspetto originario, con la scritta Gedenke der Brüder (ricorda i fratelli), che si riferiva al destino della separazione (le Germania divisa dopo la seconda guerra mondiale), che fu aggiunto negli anni 1950 da Wilhelm Kaisen sulla divisione della Germania. L'edificio è di proprietà della Fondazione Körber dal 2007.
- al n. 9: la casa a due spioventi costruita qui in stile rinascimentale intorno al 1600 servì in seguito come casa di consumo e fu distrutta durante la seconda guerra mondiale. Il portale del 1620 dal vecchio edificio, la casa Zum fu mantenuto nel 1956 quando l'edificio fu ricostruito secondo il progetto di Bernhard Wessel. In cima al timpano c'è una scultura di una balena, da cui prende il nome la casa.
- al n. 11: nel 1594, sulla base dei disegni di Lüder von Bentheim, fu costruito un insieme di edifici con due frontoni per la farmacia Raths e il dipartimento delle accise. La sua facciata rinascimentale fu sostituita da una Biedermeier intorno al 1830. Nel 1893 i piani superiori bruciarono e alla casa fu dato un timpano centrale secondo i progetti di Max Salzmann. Anche questa casa rimase vittima del bombardamento che distrusse lo Schütting. Fu ricostruita su progetto di Herbert Anker nel 1958 con due frontoni in stile neobarocco.
- la casa al n.12: fu ricostruita tra il 1957 e il 1958 all'incrocio di Langenstraße con la piazza del mercato da Eberhard Gildemeister con il supporto del conservazionista dei monumenti Rudolfstein, utilizzando il materiale originale della facciata della casa rococò distrutta.

### Sul mercato
Durante i secoli della sua esistenza, c'era un solo edificio in muratura all'interno del perimetro del mercato: la guardia del mercato. Fu costruito prima del 1756, era di forma ottagonale e aveva una cupola barocca con una lanterna in cima. La guardia del mercato, che non era lontana dalla gogna, servì come guardia principale di Brema durante la Guerra dei sette anni. Nel 1810 l'edificio fu abbattuto.

## Progettazione dello spazio
Oltre alla già citata Croce Anseatica, come simbolo più caratteristico della città, e la statua dominante di Rolando, sulla piazza ci sono anche caratteristiche minori e vari punti panoramici che non attirano immediatamente ll'attenzione.

### Statua di Rolando
La statua di Rolando si trova direttamente sulla piazza del mercato, leggermente a sinistra, sei metri davanti alla facciata del municipio. Il primo Rolando in legno fu bruciato dagli scagnozzi dell'arcivescovo nel 1366. Quello attuale risale al 1404 (anno in cui fu costruita la piazza del mercato e iniziò la ristrutturazione del municipio). È un simbolo della libertà di Brema e quindi, come vuole la leggenda, guarda verso il portale della cattedrale per ricordare al clero il potere del consiglio comunale. La figura calcarea è alta più di cinque metri. Ai suoi piedi c'è uno storpio che è uno dei protagonisti della leggenda su Emma di Lesum.

### Leggenda fondatrice
Dal 1612 sul tassello destro della seconda arcata da sinistra del porticato del municipio prospiciente la piazza è attaccata una piccola gallina di pietra su una covata di pulcini. Questa gallina fa parte di una delle leggende più famose della città anseatica, la "Leggenda del Bremer Gluckhenne". La leggenda vuole che i pescatori del Weser dovettero cercare riparo da una tempesta e videro una gallina con i suoi pulcini, che andava in salvo su una duna. Ritennero questo come un segno dei loro dei della natura e allestirono il loro campo in quel punto dando così inizio alla città di Brema.

### Bremer Loch

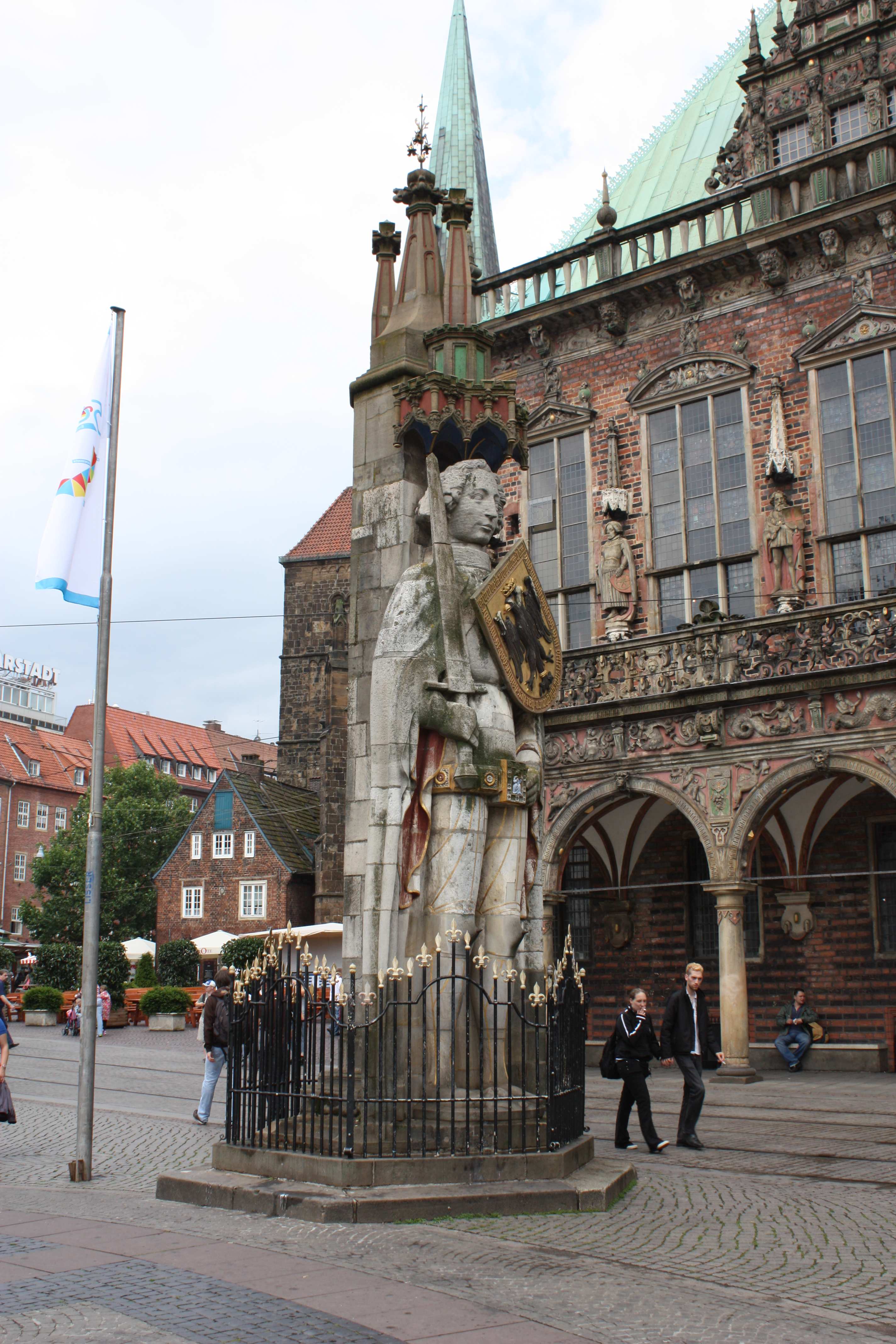
Patrimonio culturale mondiale: Statua di Rolando e il municipio

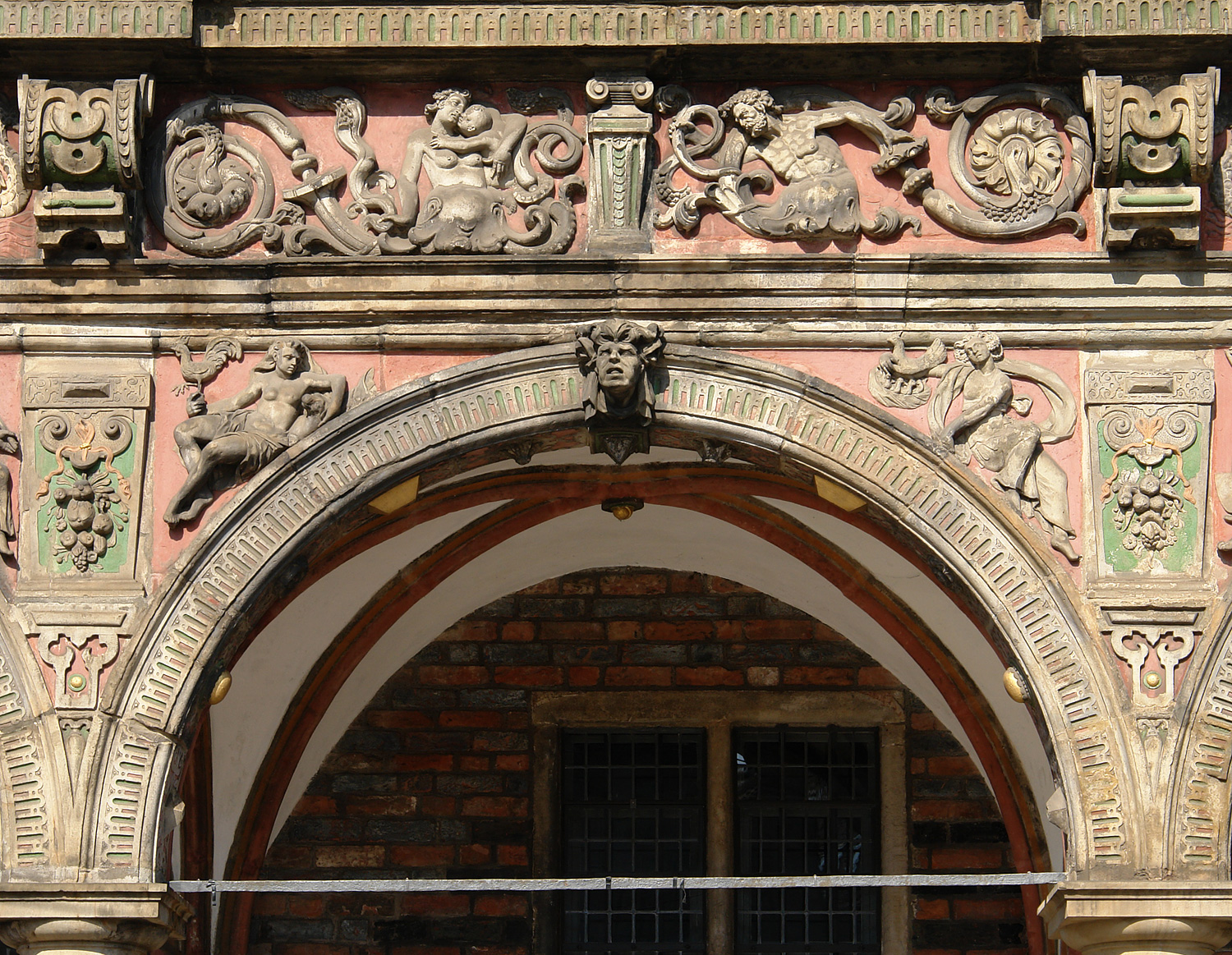
Il “Bremer Gluck“nel secondo arco da sinistra

Dal 2007 c'è una cassetta sotterranea per le donazioni chiamata “Bremer Loch” all'angolo del lato della cattedrale del palazzo della cittadinanza, che è incastonata nel pavimento della piazza del mercato. Si rivolge al "punto di riferimento segreto" di Brema, I musicanti di Brema, riproducendo i versi degli animali quando viene inserita una moneta. L'iniziatore della cassetta delle donazioni e anche il beneficiario delle donazioni è il Bremer Wilhelm-Kaisen-Bürgerhilfe, che, come organizzazione ombrello di beneficenza e sotto la presidenza del sindaco, organizza le raccolte.
Il coperchio circolare del barattolo delle donazione è simile a un chiusino. È realizzato in bronzo e ha un diametro di 45 centimetri. La cassetta delle donazioni, protetta contro il furto con un apposito dispositivo, ha una profondità di 90 centimetri in su. La copertina reca la scritta "Wilhelm Kaisen Bürgerhilfe der Free Hansestadt Bremen" tutto intorno al bordo in lettere maiuscole. Al centro del coperchio c'è una fessura per i soldi e un'iscrizione in basso tedesco che si riferisce al liuto dei musicisti della città di Brema - Gallo, gatto, cane e asino - allude a: "Non accovacciarsi, non urlare, non ringhiare, segg i-aa, doh wat in't Bremer Loch" ("Non cantare, non urlare, non ringhiare, dì di sì, fai qualcosa nel Bremer Loch ”). Quando le monete vengono inserite nella fessura per le donazioni sul coperchio, riproduce i suoni dei quattro musicisti della città di Brema (---). I versi degli animali sono stati registrati da Radio Bremen nell'estate 2007 e ora sono attivati da una fotocellula.
Lo studio di Brema per il design Haase & Knels ha progettato questo "salvadanaio sociale acustico". Con le donazioni, fino a 15.000 Euro all'anno, il Wilhelm Kaisen Bürgerhilfe sostiene progetti selezionati. Il "Bremer Loch" è stato inaugurato il 27 luglio 2007 alla presenza del sindaco Christian Weber, anche presidente della fondazione.

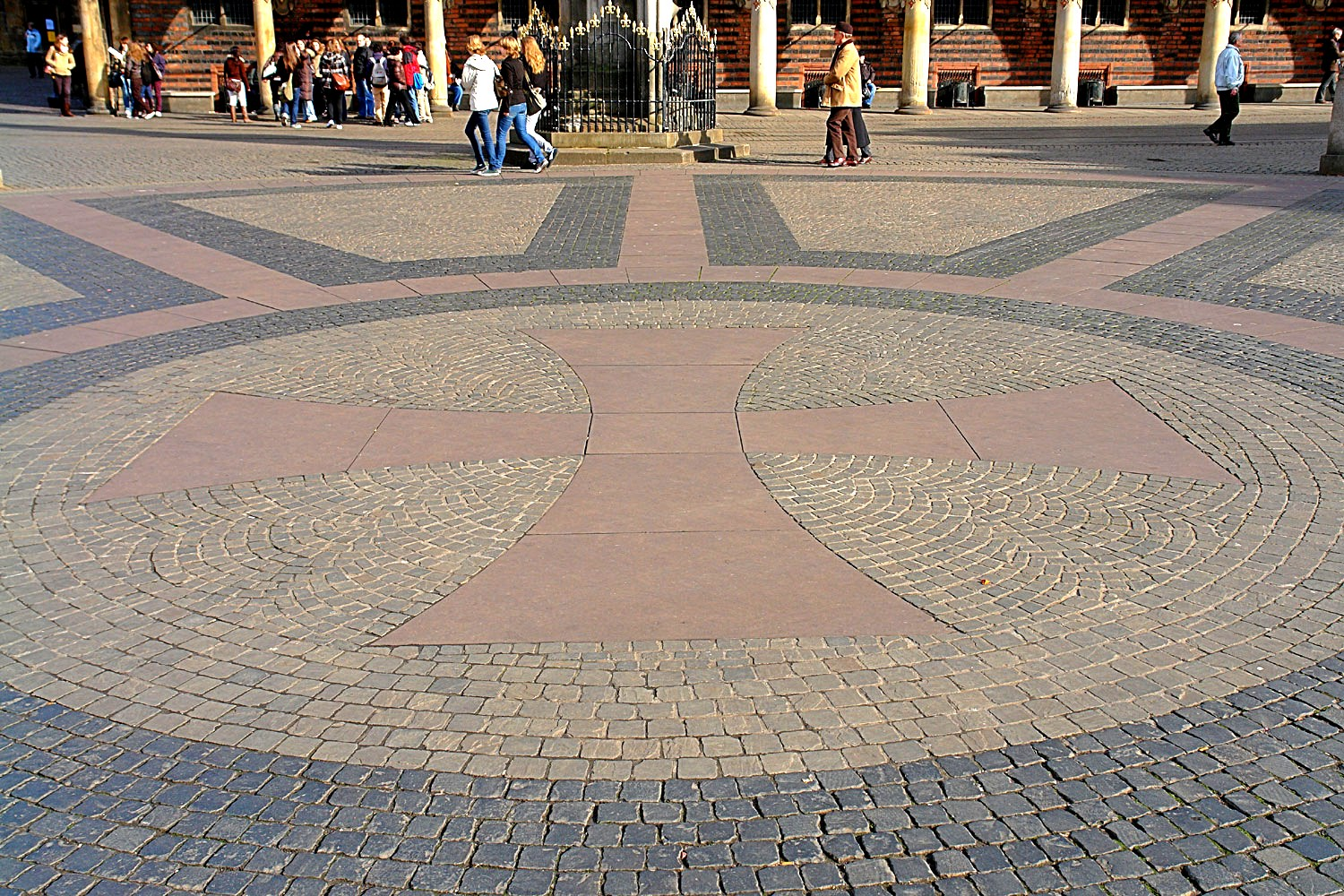
La Croce Anseatica sul mercato, posta di fronte al Rolando
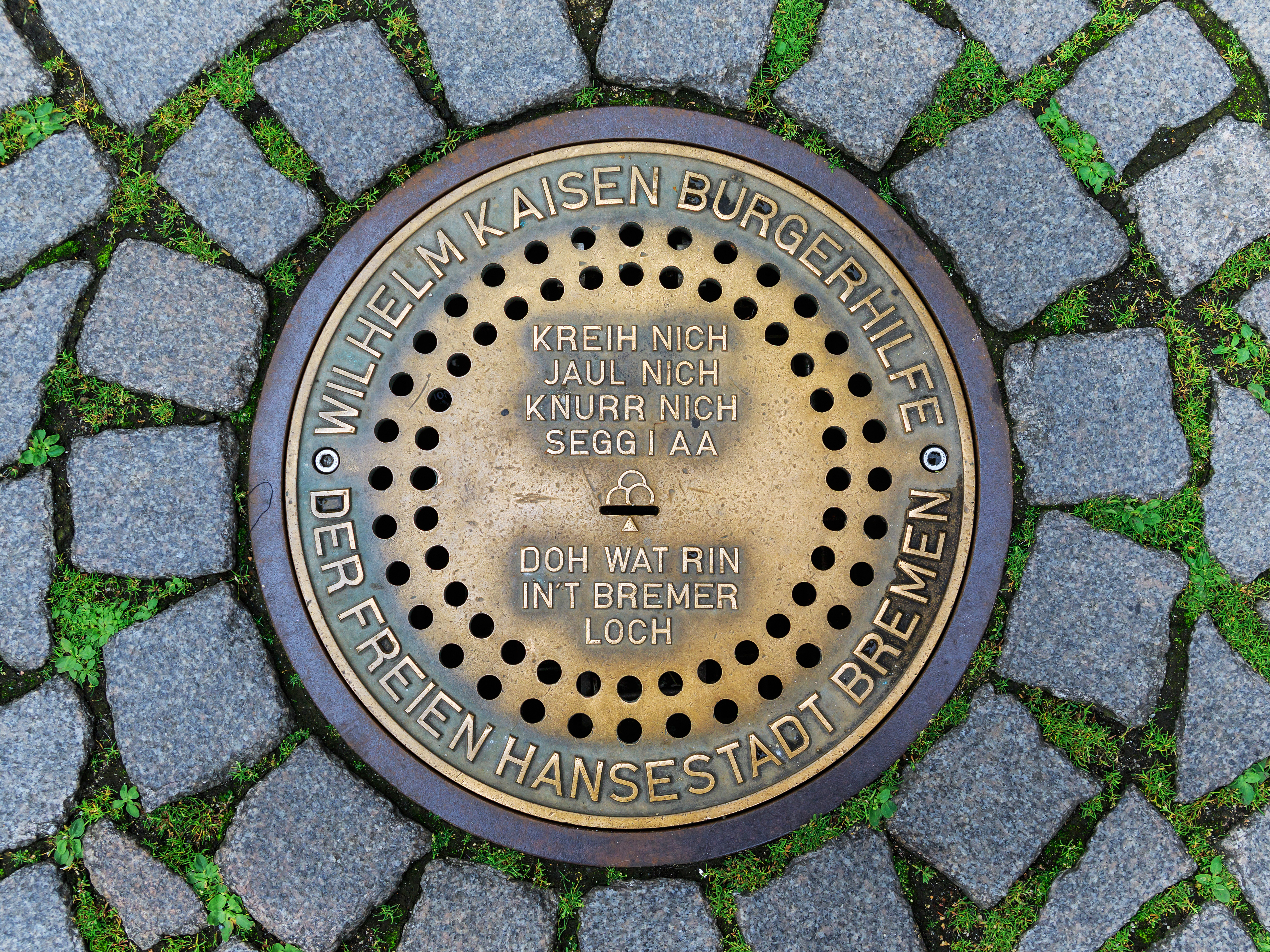
Il "Bremer Loch" vicino alla casa dei cittadini

## Eventi

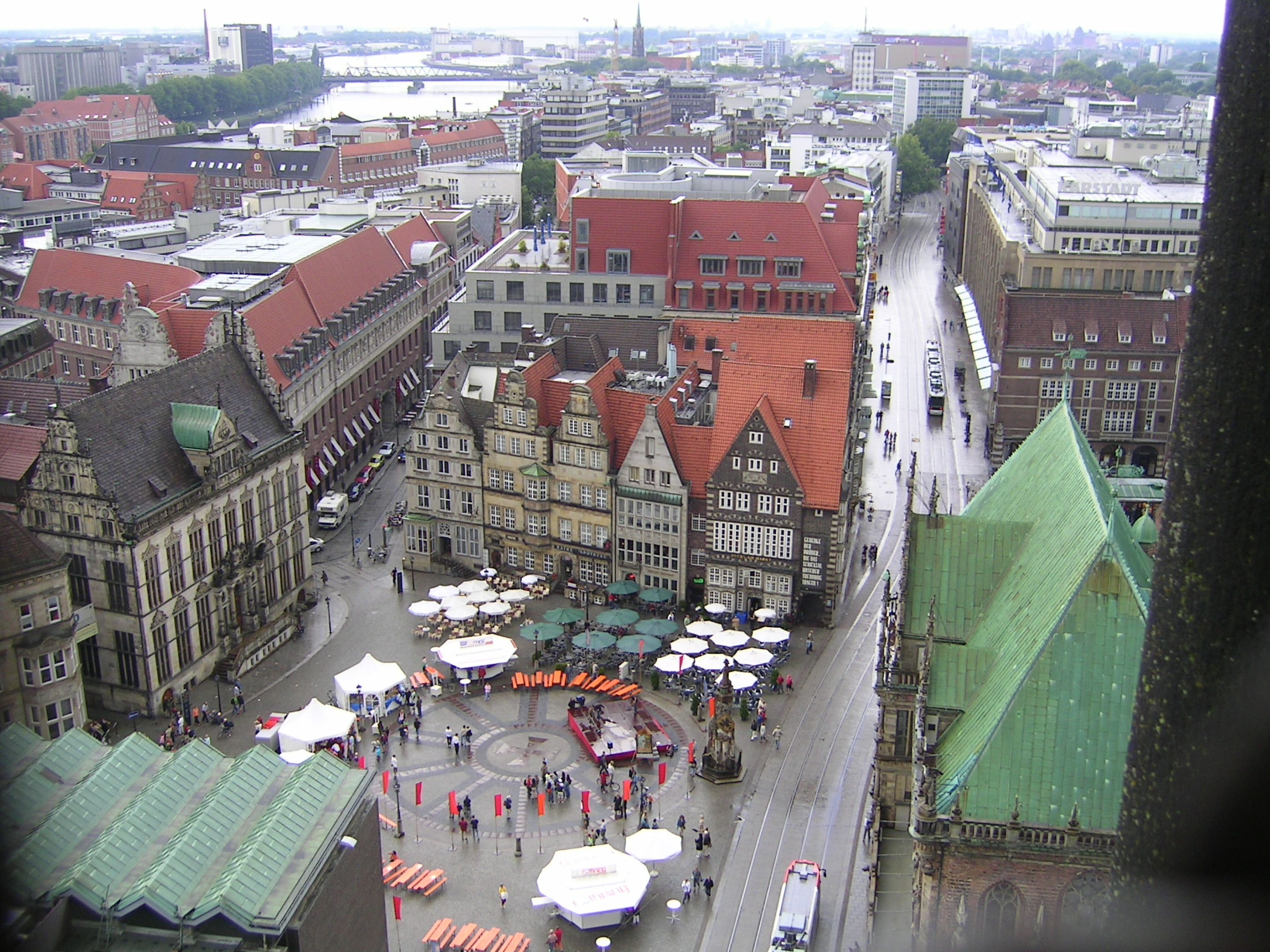
La piazza del mercato vista dalla torre sud della cattedrale di Brema (guardando ad ovest)

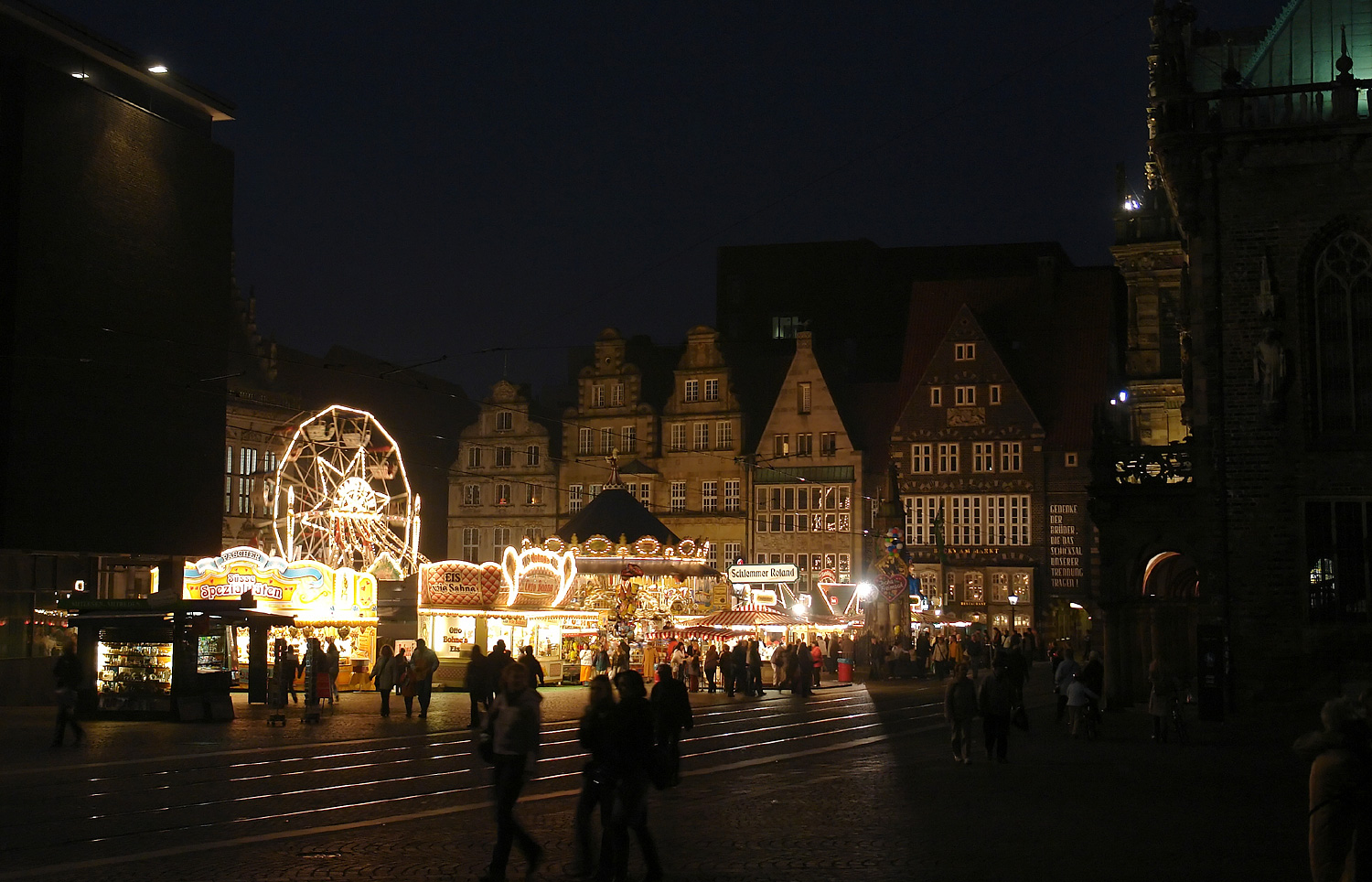
Il piccolo Freimarkt

Oltre al normale mercato settimanale, la piazza è stata più volte sede di sagre e manifestazioni. Nel XIX secolo, la piazza era un luogo per feste nazionali (Schillerfeier) e sfilate (commemorazione della vittoria su Napoleone nel 1813). Il 15 novembre 1918, il Consiglio dei lavoratori e dei soldati annunciò a una grande folla, dal balcone del municipio, che stava assumendo il potere politico a Brema e issò la bandiera rossa. Dal 15 novembre 1918 al 1919, la piazza è stata una delle numerose sedi del Freimarkt di Brema. Al giorno d'oggi vi si svolge il nostalgico "Kleine Freimarkt". Verso la fine di ogni anno, dagli ultimi giorni di novembre alla vigilia di Natale, la parte principale del mercatino di Natale di Brema viene allestita sulla piazza del mercato e nelle piazze circostanti. Più recentemente, ad esempio, nella piazza sono stati organizzati il festival del vino, la giornata del caffè e il festival dei bambini organizzato dallo "SpielRäume".
Un altro evento tradizionale è il Turmbläser di Brema sulla piattaforma panoramica della torre sud della Cattedrale di Brema. I trombettieri della torre esistono a Brema almeno dal 1737. Ogni domenica dopo la funzione suonano corali, quartetti, fughe e canti popolari con le trombe. Durante il periodo natalizio, non suonano solo la domenica, ma anche in altri giorni. La tradizione dei trombettisti delle torri rischiava di fallire solo pochi anni fa perché non ne era garantito il finanziamento, ma dal 2006 circa i concerti si sono ripetuti regolarmente.
Ogni anno (una settimana prima del Carnevale renano) si svolge la messa in scena di apertura della sfilata di strada del Carnevale sulla piazza del mercato. Da qui, il più grande carnevale di samba d'Europa con maschere e ritmi si sposta verso gli altri quartieri della città.

## Dintorni
Molti luoghi storici e turistici sono raggruppati intorno alla piazza del mercato. Una selezione è presentata brevemente di seguito:

### Vie e piazze
- La Böttcherstraße è la strada più famosa della città. Uno stretto ingresso meridionale, la Schüttingstrasse, conduce oltre lo Schütting. Lo scultore Bernhard Hoetger ne fu responsabile tra il 1922 e il 1931. Il suo lavoro fu finanziato dal mercante di caffè di Brema Ludwig Roselius, che a quel tempo possedeva l'intera strada. È stato dichiarato edificio storico dal 1937 e ora ospita laboratori artigianali, musei e mostre.
- Alla fine del vicolo un tunnel conduce oltre la medievale Martinikirche, alle rive del Weser e dello Schlachte.
- La storica Langenstrasse conduce, tra Schütting e Stadtsparkasse, oltre gli edifici rinascimentali del Weser, lo Stadtwaage e l'Essighaus, a ovest dello Stephaniviertel.
- Obernstrasse, che porta a ovest, è una delle principali vie dello shopping della città.
- Come via dello shopping, Sögestraße conduce a nord verso il muro con i bastioni e alla stazione centrale di Brema.
- La piazza Unser-Lieben-Frauen-Kirchhof con la chiesa gotica di Nostra Signora è direttamente adiacente alla piazza del mercato e sede del mercato dei fiori nei giorni feriali.
- Durante la settimana c'è un mercato sul Domshof a nord, circondato dalle banche.
- La Domsheide orientale è un importante nodo di traffico nella rete di trasporto pubblico locale.

### Monumenti

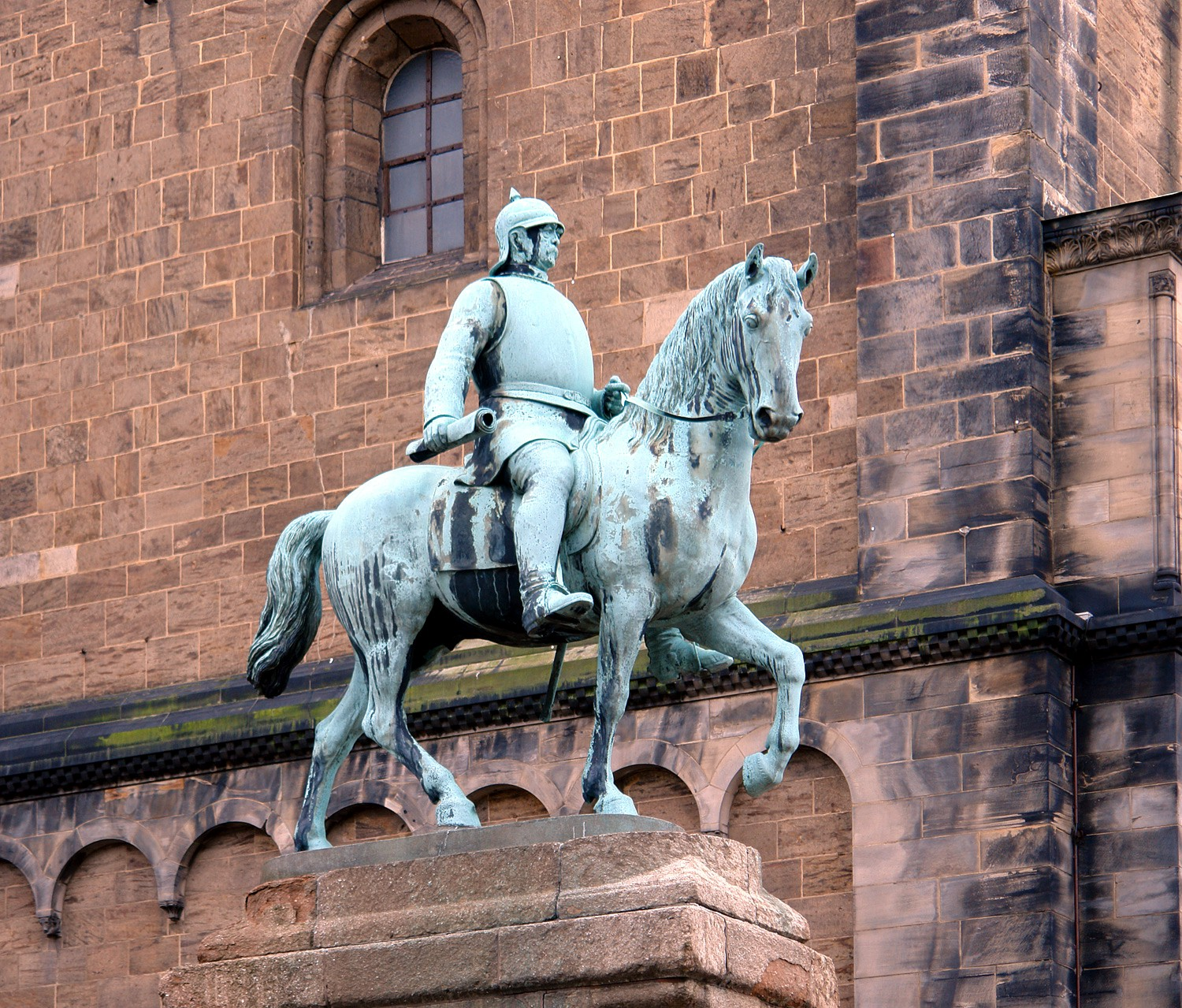
La statua equestre di Bismarck del 1910 è in vista della piazza del mercato accanto alla cattedrale

- Gli araldi stanno su entrambi i lati del portale est del municipio sul mercato dell'erba nelle immediate vicinanze della piazza del mercato. Le figure in lamiera di rame, progettate da Rudolf Maison nel 1901, si trovano in questo luogo solo dal 2001, dopo essere state trasferite in un altro luogo dopo la seconda guerra mondiale.
- Il monumento a Bismarck di Adolf von Hildebrand, un monumento equestre in bronzo su un'alta base in pietra, inaugurato nel 1910 in memoria del cancelliere del Reich Otto von Bismarck, si trova in una posizione di cerniera felicemente scelta tra la piazza del mercato e il sagrato della cattedrale.
- La pietra acuminata è una pietra basaltica poco appariscente incastonata nel pavimento con una croce dentellata, vicino al monumento a Bismarck e intorno a 20 metri a nord del portale nuziale della cattedrale. Si dice che il patibolo su cui l'avvelenatore Gesche Gottfried fu decapitato durante l'ultima esecuzione pubblica a Brema, nel 1831, si trovasse in questo punto. Ancora oggi, alcune persone del luogo e turisti esprimono il loro disgusto per questi omicidi sputando su questa pietra.
- A nord della cattedrale in Sandstrasse si trovano la casa Heineken con il più antico soffitto in legno dipinto di Brema (1580) e la casa Vorwärts con la sua facciata che vale la pena vedere. Appartiene da oltre 120 anni all'associazione "Vorwärts" e risale parzialmente alla fine del XV secolo.
- I musicanti di Brema, che oggi sono uno degli eventi più fotografati della città, sono una scultura in bronzo creata nel 1953 dallo scultore Gerhard Marcks. Gli animali si trovano sul lato ovest del municipio, all'ingresso della via Schoppensteel. Molte persone credono che se afferri o strofini le zampe anteriori dell'asino ed esprimi un desiderio, un desiderio diventerà realtà e per questo la statua è  lucida.
- Il giardino delle sculture della città si trova proprio accanto alla casa di città. Contiene sei sculture (realizzate dal 1960 al 1969) di Gerhard Marcks.
- La più antica cantina di vini della Germania, la Bremen Ratskeller, si trova nel palazzo del municipio. Si tratta di un locale di otto vani, raggiungibile tramite una scala che scende sul lato nord-ovest del municipio. Nella Ratskeller sono conservati oltre 650 vini diversi, nonché il vino in botte più antico della Repubblica federale di Germania. I locali furono creati intorno al 1404, quando il consiglio comunale trasferì la sua enoteca nella cantina del vecchio municipio. Nel tempo sono stati continuamente ampliati. Oggi la Ratskeller ospita una locanda tradizionale e un ristorante gourmet.

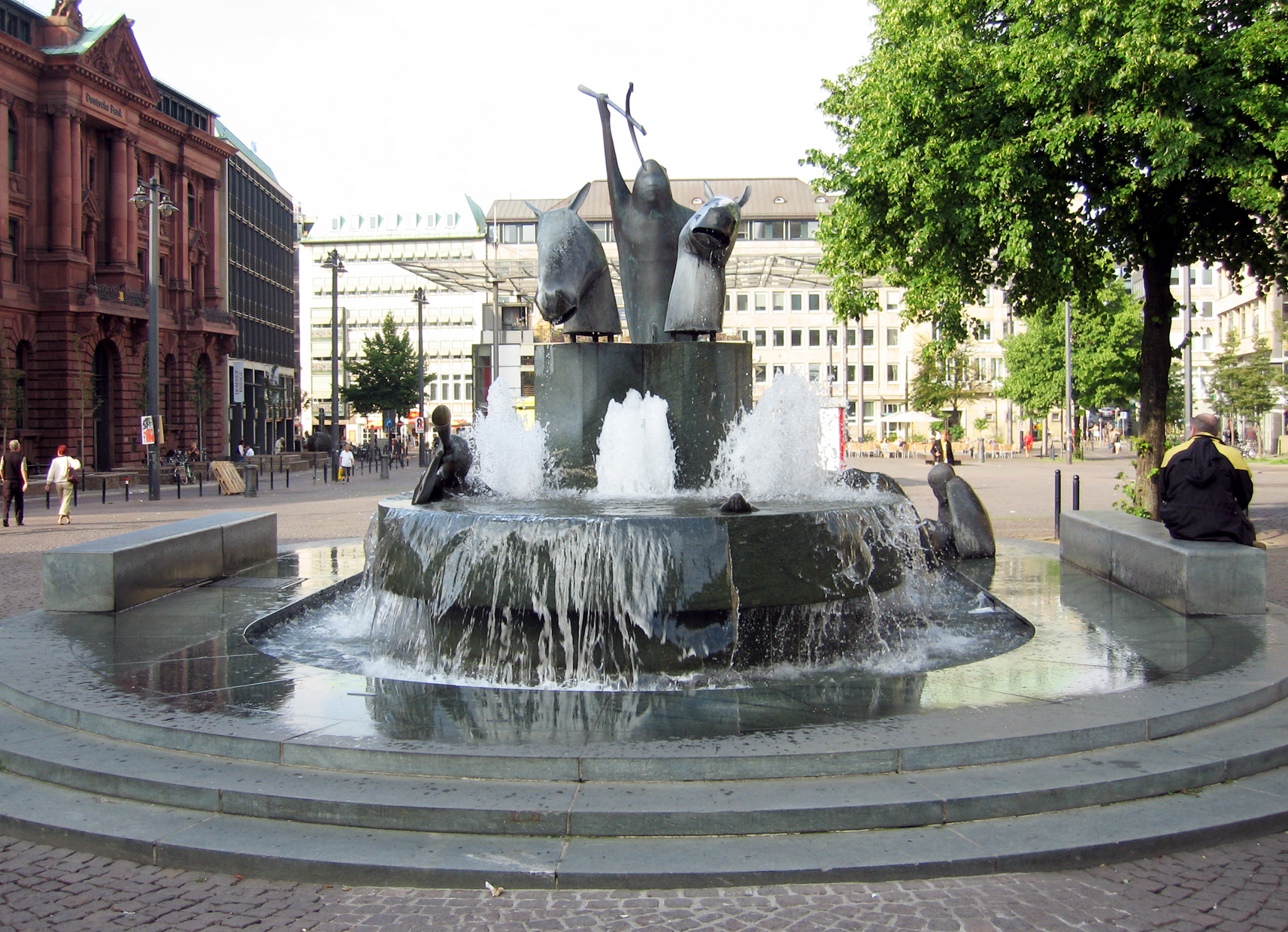
La Fontana del Nettuno sul Domshof

### Fontane in zona
- La Fontana del Nettuno dello scultore Waldemar Otto è stata costruita nel 1991 sul vicino Domshof.
- La fontana Marcus del 1909 sul Liebfrauenkirchhof era anche precedentemente conosciuta come la fontana dei taxi.
- La fontana dei cavalli del 1974 dello scultore Manfred Lohrengel, con tre bacini d'acqua si trova alla confluenza di Obernstrasse e Sögestrasse.
- La fontana del trombettiere della torre del 1899 con un gruppo di sculture in bronzo di Max Dennert nell'angolo sud-occidentale della cattedrale.

## Protezione dei monumenti
L'intero complesso e tutti gli edifici sulla piazza del mercato sono sotto tutela dei monumenti:
- Am Markt 1: Rathscafé/Deutsches Haus, 1908-1911
- Al mercato 9: House Jonas e Kaune, 1600 e 1955
- Am Markt 11: Raths-Apotheke, 1893/1894 e 1957/1958
- Am Markt 12: Sparkasse am Markt, 1755 e 1958
- Am Markt 13: Der Schütting, 1537/1538
- Am Markt 14, 15 e 16: Bankhaus Neelmeyer, Wilckens'sches Haus, Bremische Hypothekenbank, edificio per uffici “Zum Roland”, Niedersaechsische Bank
- Am Markt 17: grande magazzino medico, 1950
- Am Markt 18: Eduscho-Haus, banca Carl F.Plump &amp; Co., 1952/1953
- Am Markt 19: Bankhaus Plump & Co., 1960
- Am Markt 20: Parlamento di Brema, 1962–1966
- Am Markt 21: Municipio, Bremer Ratskeller, Municipio Nuovo, dal 1400 ad oggi
- Marktstrasse 3: Casa C della Camera di Commercio, 1956
- Am Dom 1: Cattedrale di San Pietro, dal 1041 ad oggi
- Am Dom 2: Kuesterhaus, 1926-1928
- Boettcherstrasse 1, 2, 3, 4, 5, 6, 7, 8 e 9: 1922-1931
- Langenstrasse 2, 4, 6 e 8: oggi edificio per uffici sul mercato con un centro commerciale, 1910-1912 e 2001/2002}